# Бёржёнь
Бёржёнь (венг. Börzsöny) — горный массив преимущественно вулканического происхождения в Венгрии в районе Излучины Дуная, на его на восточном берегу. Площадь массива — около 600 км2. На территории массива находится Бёржёньский природный заповедник (Национальный парк Дуна-Ипой). Большое количество источников и ручьев.
Наиболее высокие горы — Чованьош (венг. Csóványos) (938 м.), Надь-Хидегхедь (венг. Nagy-Hideghegy) (865 м.), Магошфа (венг. Magosfa) (916 м) и Надь-Иноц (венг. Nagy-Inóc) (813 м.).
 

## История
Название Бёржёнь славянское, обозначает людей, которые живут на холмах, между холмов. Многие названия в регионе (напр. Бернеце, Кеменце, Ноград) также имеют славянское происхождение.
В начале нашей эры в Бёржёне жили германские племена квадов. Защищаясь от них, древние римляне построили примостовые укрепления в Собе и Верёце. Во многих местах были обнаружены кладбища аваров. Ноградская крепость и переправа у Соба упоминаются у первых венгерских летописцев. Во времена создания венгерского государства были построены оборонительный вал у горы Темплом и замок правителя Хонта и Нограда.
В XII—XIII веках на вершинах гор было построено множество земляных и каменных замков — Бибер-вар (венг. Biber-vár), Пустаторонь (венг. Pusztatorony), Чехвар (венг. Csehvár), Камор (венг. Kámor), Кирайрет-Вархедь (венг. Királyrét-Várhegy), Зувар (венг. Zuvár). Именно в это время было основано большинство населенных пунктов региона.
В горах добывались золото, серебро и медь, о чем есть упоминания в королевских хрониках 1312 г., также добывалась железная руда. Однако в XVIII веке месторождения истощились.
После 1545 г. эта территория перешла в руки турок. Население небольших деревень ушло в леса. Только в конце XVI века, во время 15-летней войны, Тифенбах, комендант крепости Вац, освободил эти земли от турок.
В XVIII веке в покинутые деревни пригласили переселенцев. Центром области Хонт в это время стал Кеменце (венг. Kemence). Впоследствии территория вошла в состав Австро-Венгрии.
Сегодня горный массив Бёржёнь находится в медье Ноград.